# Danilo Anđušić
Danilo Anđušić (en serbe : Данило Анђушић), né le 22 avril 1991 à Belgrade en Serbie, est un joueur serbe de basket-ball. Il évolue aux postes d'arrière et d'ailier.

## Biographie
À l'été 2016, Anđušić rejoint le Parma Perm, club de la VTB United League. Il réalise une bonne première partie de saison et en février 2017, il est le 4e meilleur marqueur de la compétition avec 19,8 points par rencontre. Le Parma Perm est toutefois dernier de la compétition avec 15 défaites en 15 matches. Il signe alors un contrat qui dure jusqu'à la fin de la saison avec l'UNICS Kazan, autre club de la VTB League qui en plus participe à l'Euroligue.
Le 6 juillet 2021, il s'engage avec l'AS Monaco pour la saison 2021-2022 de Betclic Élite et d'EuroLigue. Il fait ainsi son retour dans la compétition européenne cinq ans après sa dernière apparition avec Kazan.
Le 30 juin 2022, il retourne au Partizan Belgrade et s'engage pour deux saisons, soit jusqu'en 2024.

## Palmarès

### En club
- Vainqueur de la coupe de Serbie 2012

### Distinctions personnelles
- Meilleur marqueur de Jeep Élite en 2020-2021 avec une moyenne de 20,0 points par match et membre du cinq majeur de la saison[4].